# 西経12度線
西経12度線（せいけい12どせん）は、本初子午線面から西へ12度の角度を成す経線である。北極点から北極海、グリーンランド、大西洋、アフリカ、南極海、南極大陸を通過して南極点までを結ぶ。
西経12度線は、東経168度線と共に大円を形成する。
西サハラとモーリタニアの国境の一部が西経12度線になっている。

## 通過する地域一覧
西経12度線は、北極点から南極点まで南に向かって以下の場所を通っている。
| 地理座標                                             | 国土・領土・領海              | 備考 |
| ---------------------------------------------------- | ----------------------------- | --- |
| 北緯90度0分 西経12度0分 / 北緯90.000度 西経12.000度  | 北極海                        | |
| 北緯81度37分 西経12度0分 / 北緯81.617度 西経12.000度 | グリーンランド                | |
| 北緯81度18分 西経12度0分 / 北緯81.300度 西経12.000度 | 大西洋                        | |
| 北緯28度7分 西経12度0分 / 北緯28.117度 西経12.000度  | モロッコ                      | |
| 北緯27度40分 西経12度0分 / 北緯27.667度 西経12.000度 | 西サハラ                      | モロッコと サハラ・アラブ民主共和国が領有権を主張                                                         |
| 北緯26度0分 西経12度0分 / 北緯26.000度 西経12.000度  | 西サハラと モーリタニアの境界 | |
| 北緯23度27分 西経12度0分 / 北緯23.450度 西経12.000度 | モーリタニア                  | |
| 北緯14度46分 西経12度0分 / 北緯14.767度 西経12.000度 | マリ                          | |
| 北緯14度12分 西経12度0分 / 北緯14.200度 西経12.000度 | セネガル                      | 約13km |
| 北緯14度4分 西経12度0分 / 北緯14.067度 西経12.000度  | マリ                          | 約11km |
| 北緯13度58分 西経12度0分 / 北緯13.967度 西経12.000度 | セネガル                      | |
| 北緯13度46分 西経12度0分 / 北緯13.767度 西経12.000度 | マリ                          | |
| 北緯13度34分 西経12度0分 / 北緯13.567度 西経12.000度 | セネガル                      | |
| 北緯12度24分 西経12度0分 / 北緯12.400度 西経12.000度 | ギニア                        | |
| 北緯9度54分 西経12度0分 / 北緯9.900度 西経12.000度   | シエラレオネ                  | |
| 北緯7度12分 西経12度0分 / 北緯7.200度 西経12.000度   | 大西洋                        | トリスタンダクーニャ（ セントヘレナ、南緯37度7分 西経12度13分 / 南緯37.117度 西経12.217度）のすぐ東を通過 |
| 南緯60度0分 西経12度0分 / 南緯60.000度 西経12.000度  | 南極海                        | |
| 南緯71度18分 西経12度0分 / 南緯71.300度 西経12.000度 | 南極大陸                      | ドローニング・モード・ランド（ ノルウェーが領有権を主張）                                                 |